# Santiago Silva Gerez
Santiago Silva Gerez (Artigas, 26 agosto 1990) è un calciatore uruguaiano, attaccante dell'Artigas.

## Palmarès

### Club

#### Competizioni nazionali
- Campionato uruguaiano: 1

Peñarol: 2012-2013